# Визнання працівників
Визнання співробітників — це своєчасне, неофіційне чи офіційне визнання поведінки, зусиль або бізнес-результатів людини, які підтримують цілі та цінності організації та перевершують звичайні очікування керівника. Визнання вважається конструктивною відповіддю та судженням про внесок особи, що відображає не лише ефективність роботи, але й особисту відданість і залученість на регулярній або разовій основі, і виражається формально чи неофіційно, індивідуально чи колективно, приватно чи публічно і монетарно чи немонетарно (Brun & Dugas, 2008).

## Теоретична основа
Наукових дослідженя навколо визнання та мотивації працівників були побудовані на основі ранніх теорій науки про поведінку та психології . Найперші наукові статті про визнання працівників, як правило, спиралися на поєднання теорій мотивації потреб (наприклад, Герцберг 1966; Маслоу 1943) і теорії підкріплення (головним чином Павлов 1902; Б. Ф. Скіннер 1938) як основу для ефективності працівника визнання.

### Ієрархія людських потреб Маслоу
Модель Маслоу визначає п'ять категорій потреб:
- фізіологічні,
- безпеки,
- приналежності та любові,
- поваги
- самореалізації .[5]

Ці «рівні» потреб розташовані в ієрархії в порядку безпосереднього впливу на розвиток людини і, згодом, здатності впливати на поведінку.
Згідно з Маслоу, індивіди ніколи не бувають повністю задоволені на будь-якому рівні потреб, але як тільки клас потреб задоволений в значній мірі, він більше не є мотивацією для індивіда. Тому поведінка людини представляється як раціональна діяльність, спрямована на задоволення послідовних рівнів потреб. Схеми визнання базуються на уявленні про те, що люди прагнуть задовольнити потреби в повазі після задоволення попередніх потреб в ієрархії. Потреби в повазі можна розбити на потребу в самоповазі та потребу в повазі інших. Потреба в повазі інших повинна задовольнятися ззовні через статус або престиж, визнання та оцінку іншими. Потреба в самоповазі розуміється як потреба утримувати високу оцінку себе на основі реальних можливостей, досягнень, незалежності та поваги з боку інших.

### Дворівнева теорія потреб Герцберга[7]
Під час свого дослідження Герцберг опитав кілька сотень американських професіоналів, попросивши їх назвати досвід роботи, який змусив їх почуватися «надзвичайно добре» про свою роботу, а також той, який змусив їх почуватися «надзвичайно погано» про свою роботу. Після класифікації відповідей Герцберг виявив, що фактори, які викликають негативні почуття, сильно відрізняються від тих, які викликають позитивні почуття. Респонденти, які добре відчували свою роботу, наводили чинники, які значною мірою відповідають потребам Маслоу, які стоять вище в ієрархії.
Це включало досягнення, визнання досягнень, саму роботу, відповідальність і ріст або просування. З іншого боку, незадоволені респонденти, як правило, посилалися на фактори, не властиві роботі, такі як оплата, умови праці, нагляд, безпека, стосунки з колегами та політика компанії. Більшість із цих факторів відповідають фізіологічним потребам Маслоу та вимогам безпеки. Висновки Герцберга привели його до висновку, що існує два різні спектри: один набір «гігієнічних» факторів, які складають континуум від незадоволеності до відсутності незадоволення, і другий набір «мотивуючих» факторів, які складають континуум від відсутності задоволення до задоволення. (Герцберг 1966). Визнання, згідно з Герцбергом, є мотиватором, тоді як грошові винагороди, такі як оплата, необхідні для запобігання невдоволенню, але не сприяють задоволенню роботою та мотивації.

### Теорія підкріплення
сягає своїм корінням у роботи поведінкових психологів Джона Уотсона, Івана Павлова, Е. Л. Торндайка та Б. Ф. Скіннера . У ньому стверджується, що за допомогою винагород, які можуть бути нематеріальними за своєю природою, і покарань людей можна змусити повторювати винагороджену поведінку та припиняти невинагороджувану поведінку. Завдяки цьому процесу обумовлення встановлюється зв'язок між поведінкою та наслідками такої поведінки, або стимулом, або стримуючим фактором. Теорія базується на законі ефекту Торндайка (1911), який стверджує, що люди, ймовірно, повторюватимуть поведінку, яка принесе приємний результат.

## Види програм відзнаки співробітників
Згідно з Punke (2013), програми визнання повинні бути збалансовані між ініціативами, заснованими на результативності та цінностями, але програми повинні складатися з трьох методів: формального, неформального та повсякденного визнання.
На практиці програми визнання є частиною глобальної стратегії організації стосовно управління талантами Total Rewards. 